# Équipe du Burundi de football
Cet article traite de l'équipe masculine. Pour l'équipe féminine, voir Équipe du Burundi féminine de football.
Maillots
Actualités
L'équipe du Burundi de football est constituée par une sélection des meilleurs joueurs burundais sous l'égide de la Fédération du Burundi de football.
L'équipe n'a jamais été qualifié pour la Coupe du Monde, mais s'est dernièrement qualifié pour la Coupe d'Afrique des Nations 2019.

## Histoire

### Les débuts difficiles (1974-1992)
L'équipe du Burundi de football est créée en 1971 par la Fédération du Burundi de football. Le premier match des Hirondelles aura lieu en 1974 contre la Somalie, le match se solda par une victoire 2-0. Après près de 20 ans, les Hirondelles auront disputé 20 matchs et affiche un fiche de 6V-2N-12D.

### De bons résultats malgré la guerre civile (1993-1998)
En 1993, l'année de la guerre civile, le Burundi affiche une victoire, un nul et cinq défaite      (1V-0N-5D), mais l'équipe nationale burundaise affrontait des gros morceaux du continent africain (Congo, Guinée, Algérie et Ghana). Par la suite, de 1996 à 1998, le Burundi enchaîne 5 victoires, notamment une contre le Sénégal (1-0). Il rate de peu une première qualification en phase finale d'une compétition internationale, la Coupe d'Afrique en 1998 contre la Guinée perdant aux pénaltys (4-5).

### Des résultats stables (1999-2017)
La période de 1999 à 2017 est une période de reconstruction, après avoir eu une génération dorée qui s'est presque qualifiée pour la CAN, le Burundi perd un peu de ce qu'il était avant.

### Première qualification à la CAN (2017-)
Après avoir échoué au deuxième tour de qualification pour la coupe du monde 2018, le Burundi s'attaque à un autre objectif de taille, convaincre Gaël Bigirimana et Saido Berahino de venir jouer en sélection, tous deux jouent en Europe (l'un à Hibiernian et l'autre à Stoke City). En 2018, l'objectif est atteint, les deux joueurs joueront pour le Burundi et tenteront de faire participer au Burundi sa première phase finale de Coupe d'Afrique. Après un début de campagne sans défaite (1V-1N-0D), Saido Berahino dispute son premier match avec le Burundi contre le Gabon (1-1), Berahino inscrit le seul but de son équipe. En mars 2019, à l'occasion des qualifications de la Coupe d'Afrique des Nations 2019, le Burundi jouait un match décisif contre le Gabon, il ne suffisait que d'un seul  point au Burundi pour décrocher la qualification. Le match se termina sur un score nul (1-1), avec un but de Cédric Amissi, ce match nul est synonyme de qualification pour le Burundi qui disputera sa première Coupe d'Afrique en Égypte.

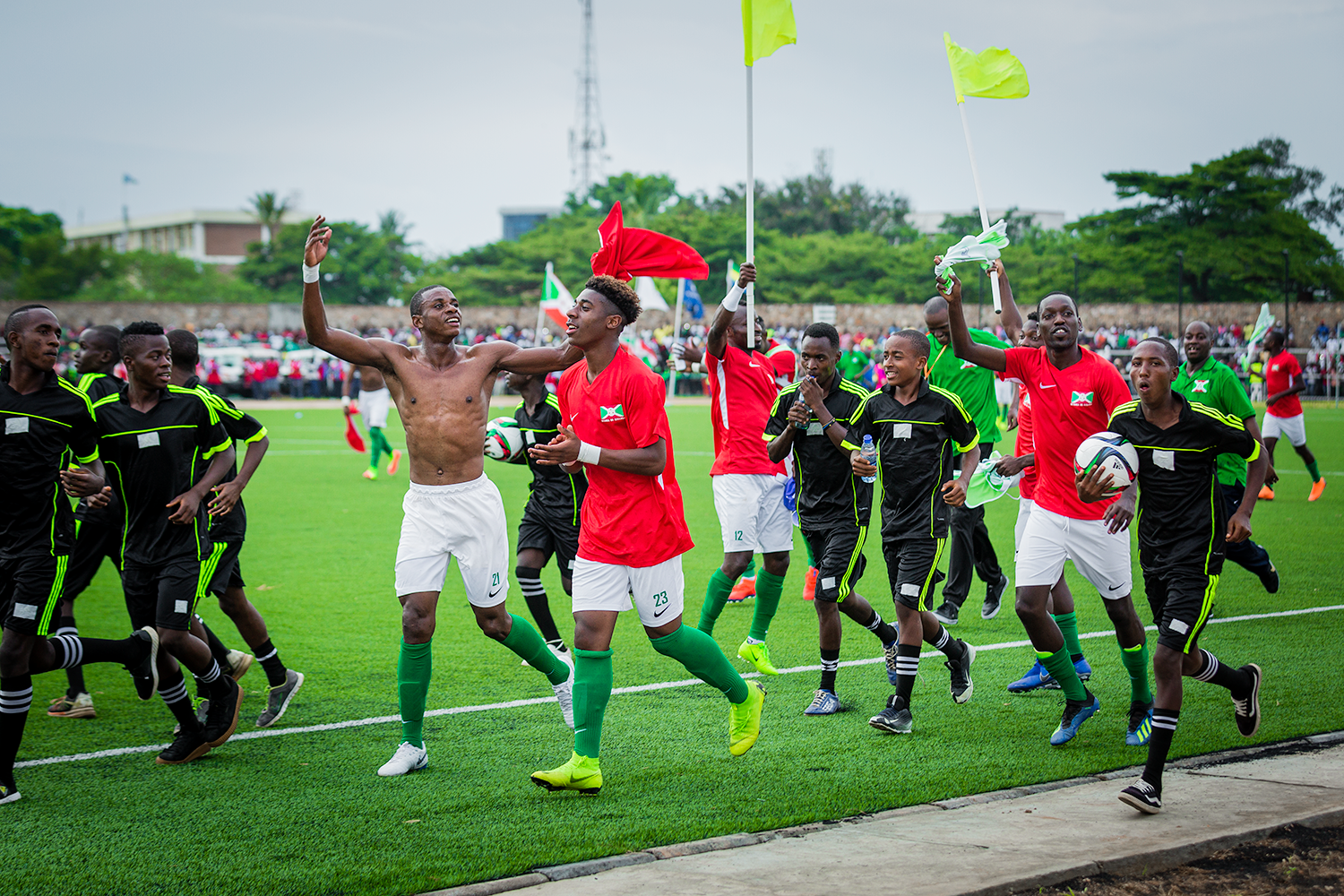
Victoire du Burundi contre le Gabon

## Image et identité

### Couleurs et badge de l’équipe
L’équipe nationale de football du Burundi, connue sous le nom d'« Hirondelle », arbore fièrement ses couleurs nationales lors des matchs. Traditionnellement, l’équipe porte les trois couleurs de son drapeau : rouge, vert et blanc, Ces couleurs représentent non seulement la nation, mais unifient également les supporters qui s’habillent dans les mêmes teintes et agitent le drapeau pendant les matchs, créant ainsi une atmosphère vibrante dans le stade. L’insigne de l’équipe comporte des éléments qui symbolisent l’identité et le patrimoine du pays, bien que des détails spécifiques sur sa conception et sa signification soient moins documentés. Le lien entre les couleurs de l’équipe et le drapeau national met en évidence le profond sentiment de fierté et de patriotisme parmi les joueurs et les supporters, d’autant plus que l’équipe a fait des progrès significatifs dans les compétitions internationales, notamment lors de ses débuts à la Coupe d’Afrique des Nations en 2019. 

### Sponsor
Lors de ces débuts, le Burundi est équipé par Erreà, une marque de sport italienne. En 2012, il signe un contrat avec Adidas d'une durée de 10 ans. Malgré ce contrat de longue durée avec Adidas, le Burundi s'engage en 2018 avec Nike. Elle signe même un contrat avec Lumitel (une marque de téléphone).

## Infrastructures
L'équipe du Burundi a joué la plupart de ses matchs à Bujumbura dans le stade du Prince Louis Rwagasore. Le deuxième match de son histoire, le Burundi dispute son premier match à domicile contre la Somalie (victoire 3-0). Le stade du Prince Louis Rwagasore est occupé par le Vital'O FC et le Prince Louis FC, ainsi que l'équipe nationale. Le stade a plusieurs fois été rénové notamment en mars 2018, à cause d'une pelouse inondée.

### Supporters
Lors des matchs au stade du Prince Louis Rwagasore, les supporters des Hirondelles sont souvent en surnombre, notamment à cause de la capacité assez faible du stade (10 000 places) pour environ 13 000 spectateurs. Tout comme les joueurs, les supporters s'habillent en rouge, vert et blanc et apporte le drapeau du pays. Lors du match en mars 2019 contre le Gabon, les autorités ont mis à disposition des chaises supplémentaires à cause du manque de place dans les estrades.

## Compétition

### Groupe du Burundi pour la Coupe d'Afrique 2019
| Rang | Équipe     | Pts | J | G | N | P | Bp | Bc | Diff |  | Résultats (▼ dom., ► ext.) |     |     |     |     |
| ---- | ---------- | --- | - | - | - | - | -- | -- | ---- |  | -------------------------- | --- | --- | --- | --- |
| 1    | Madagascar | 7   | 3 | 2 | 1 | 0 | 5  | 2  | +3   |  | Madagascar                 | 2-0 |     | 2-2 | 1-0 |
| 2    | Nigeria    | 6   | 3 | 2 | 0 | 1 | 2  | 2  | 0    |  | Nigeria                    |     | 0-2 | 1-0 | 1-0 |
| 3    | Guinée     | 4   | 3 | 1 | 1 | 1 | 4  | 3  | +1   |  | Guinée                     | 0-1 | 2-2 |     | 2-0 |
| 4    | Burundi    | 0   | 3 | 0 | 0 | 3 | 0  | 4  | -4   |  | Burundi                    | 0-1 | 0-1 | 0-2 |     |

     Équipe qualifiée ou victorieuse; Pts = points; J = joués; G = gagnés; N = nuls; P = perdus;
Bp = buts pour; Bc = buts contre; Diff = différence de buts
| 22 juin 2019 | Nigeria    | 1 - 0   | Burundi      | Stade d'Alexandrie, Alexandrie                  |                                                 |
| 19h00 CAT    | Ighalo 77e | (0 - 0) |              | Spectateurs : 3 192 Arbitrage : Bernard Camille | Spectateurs : 3 192 Arbitrage : Bernard Camille |
| 19h00 CAT    |            | Rapport | 63e Nahimana | Spectateurs : 3 192 Arbitrage : Bernard Camille | Spectateurs : 3 192 Arbitrage : Bernard Camille |

| 27 juin 2019 | Madagascar        | 1 - 0   | Burundi    | Stade d'Alexandrie, Alexandrie                 |                                                |
| 16h30 CAT    | Ilaimaharitra 75e | (0 - 0) |            | Spectateurs : 4 900 Arbitrage : Haythem Guirat | Spectateurs : 4 900 Arbitrage : Haythem Guirat |
| 16h30 CAT    | Mombris 81e       | Rapport | 57e Amissi | Spectateurs : 4 900 Arbitrage : Haythem Guirat | Spectateurs : 4 900 Arbitrage : Haythem Guirat |

| 30 juin 2019 | Burundi                                               | 0 - 2   | Guinée          | Stade Al Salam, Le Caire                              |                                                       |
| 18h00 CAT    |                                                       | (0 - 1) | 25e 52e Yattara | Spectateurs : 5 753 Arbitrage : Noureddine El Jaafari | Spectateurs : 5 753 Arbitrage : Noureddine El Jaafari |
| 18h00 CAT    | Nduwarugira 12e · Nizigiyimana 69e · Duhayindavyi 76e | Rapport | 18e Sylla       | Spectateurs : 5 753 Arbitrage : Noureddine El Jaafari | Spectateurs : 5 753 Arbitrage : Noureddine El Jaafari |

## Joueurs emblématiques
Selemani Ndikumana  Al-Adalh 2003-
Mohammed Tchité  RRC Hamoir 2001-2003
Saido Berahino  Stoke City 2018-
Fiston Abdul Razak  JS Kabylie 2009-
Karim Nizigiyimana  Gor Mahia 2007-
Saidi Ntibazonkiza  Simba SC 2021-
Frédéric Nsabiyumva  Västerås SK 2022-

## Palmarès

### Parcours enCoupe du monde
| Année | Position     |      | Année         | Position |                        | Année | Position |
| 1930  | Non inscrite | 1974 | Non inscrite  | 2010     | Non qualifiée          |       |          |
| 1934  | Non inscrite | 1978 | Non inscrite  | 2014     | Non qualifiée          |       |          |
| 1938  | Non inscrite | 1982 | Non inscrite  | 2018     | Non qualifiée          |       |          |
| 1950  | Non inscrite | 1986 | Non inscrite  | 2022     | Non qualifiée          |       |          |
| 1954  | Non inscrite | 1990 | Non inscrite  | 2026     | Éliminatoires en cours |       |          |
| 1958  | Non inscrite | 1994 | Non qualifiée | 2030     | À venir                |       |          |
| 1962  | Non inscrite | 1998 | Non qualifiée | 2034     | À venir                |       |          |
| 1966  | Non inscrite | 2002 | Non qualifiée |          |                        |       |          |
| 1970  | Non inscrite | 2006 | Non qualifiée |          |                        |       |          |

### Parcours enCoupe d'Afrique
| Année | Position          |      | Année             | Position |                   | Année   | Position |
| 1957  | Non inscrite      | 1982 | Non inscrite      | 2006     | Tour préliminaire |         |          |
| 1959  | Non inscrite      | 1984 | Non inscrite      | 2008     | Tour préliminaire |         |          |
| 1962  | Non inscrite      | 1986 | Non inscrite      | 2010     | Tour préliminaire |         |          |
| 1963  | Non inscrite      | 1988 | Non inscrite      | 2012     | Tour préliminaire |         |          |
| 1965  | Non inscrite      | 1990 | Non inscrite      | 2013     | Tour préliminaire |         |          |
| 1968  | Non inscrite      | 1992 | Non inscrite      | 2015     | Tour préliminaire |         |          |
| 1970  | Non inscrite      | 1994 | Tour préliminaire | 2017     | Tour préliminaire |         |          |
| 1972  | Non inscrite      | 1996 | Non inscrite      | 2019     | 1er tour          |         |          |
| 1974  | Non inscrite      | 1998 | Non inscrite      | 2021     | Tour préliminaire |         |          |
| 1976  | Tour préliminaire | 2000 | Tour préliminaire | 2023     | Tour préliminaire |         |          |
| 1978  | Non inscrite      | 2002 | Tour préliminaire | 2025     | À venir           |         |          |
| 1980  | Non inscrite      | 2004 | Tour préliminaire |          | 2027              | À venir |          |

### Parcours enCoupe CECAFA
- 2000 : Phase de groupe

- 2001 : Quart finale
- 2002 : Phase de groupe
- 2004 :  Finaliste
- 2005 : Phase de finale
- 2006 : Quart de finale

## Rivalités
Le Burundi comme toute autres équipes nationales entretient des rivalités avec d'autres nations. La plus grande rivalité du Burundi est certainement le Rwanda, pays voisin qui est lui aussi ancienne possession belge, et qu'ils ont un niveau de jeu similaire. Ils entretiennent une autre rivalité avec la Tanzanie, mais cette rivalité est plus amicale que celle contre le Rwanda. Il y a aussi l'Ouganda et la République démocratique du Congo, mais la différence de niveau fait en sorte que ce n'est pas un vrai derby.

## Liste des sélectionneurs du Burundi
- 1992-2000 :  Baudouin Ribakare
- 2003-2004 :  Baudouin Ribakare
- 2007-2012 :  Adel Amrouche
- 2012-2014 :  Lofty Naseem
- 2014-2015 :  Rainer Willfeld
- 2015-2016 :  Ahcene Aït-Abdelmalek
- 2016-2020 :  Olivier Niyungeko
- 2020-2023 :  Jimmy Ndayizeye
- 2023-2024 :  Etienne Ndayiragije
- 2024- :  Patrick Sangwa Mayani